# Lousa (Loures)
Lousa es una freguesia portuguesa situada en el municipio de Loures. Según el censo de 2021, tiene una población de 3216 habitantes.